# Żelewski II

Herb Żelewski VI, w istocie nieistniejący

Żelewski II (Zelewski, Brochwicz odmienny) – kaszubski herb szlachecki, herb własny rodziny Żelewskich, odmiana herbu Brochwicz.

## Opis herbu
Herb występował przynajmniej w trzech wariantach. Opisy z wykorzystaniem klasycznych zasad blazonowania:
Żelewski II (Zelewski, Brochwicz odmienny): W polu rzeka z której głowa jelenia z szyją. Z obu stron głowy i pod rzeką po gwieździe. Barwy nieznane. Klejnot: nad hełmem w koronie ogon pawi. Labry nieznanej barwy.
Żelewski IIa (Zelewski, Brochwicz odmienny): Tarcza dzielona w pas, srebrno-błękitna, w polu górnym pół jelenie wyskakującego naturalnego, ponad którym trzy gwiazdy złote (2 i 1), w polu dolnym, z którego wyrastają kępy trawy, pojedyncza gwiazda złota. Klejnot: nad hełmem w koronie dwa pióra strusie, prawe srebrne, lewe błękitne. Labry błękitne podbite srebrem.
Żelewski IIb (Zelewski, Brochwicz odmienny): Na tarczy dzielonej w pas, w polu górnym, pół jelenia wyskakującego z gwiazdą na piersi i między rogami; w polu dolnym gwiazda. Barwy nieznane. Klejnot: nad hełmem bez korony dwa pióra strusie. Labry nieznanej barwy.

## Najwcześniejsze wzmianki
Wariant II wymieniany przez Nowego Siebmachera (Der Adel des Königreichs Preußen, 1906), Ledebura (Adelslexikon der Preussischen Monarchie, 1858) i Żernickiego (Der polnische Adel, 1900). Wariant IIa znany jest z kilku zabytków. Bez barw znajduje się na frontonie pałacu w Paraszynie; należał do Anny Marii von Zelewski, zamężnej w 1907 z Ernestem von Besser. Tutaj pole dolne jest stylizowane jakby na wodę. Podobny herb znajduje się na guziku z XIX-wiecznej liberii należącej do służby szambelana Eberharda von Żelewskiego. Barwy tego herbu są znane z fragmentów witraża z Sali Rajców w Lęborku, którego współfundatorem ok 1899 roku był Eberhard. Wariant IIb wymieniany jest przez Nowego Siebmachera.

## Herbowni
Żelewski (Zelewski), gałąź z Paraszyna.
Gałąź z przydomkiem Bach pieczętowała się herbem Żelewski, gałąź z Siemirowic używała herbu Żelewski III. Von Zelewscy z Prus Wschodnich używali herbu Żelewski IV. Inni Zelewscy, osiadli w ziemi chełmińskiej i sztumskiej, używali herbu Żelewski V. W wyniku błędu popełnionego przy renowacji witraża w Sali Rajców w Lęborku, Eberhardowi Żelewskiemu przypisano herb będący najwyraźniej odmianą herbu Dołęga. Herb ten określił Przemysław Pragert w I tomie swojego herbarza szlachty kaszubskiej jako Żelewski VI, choć już wówczas zastrzegał, że przypisanie go Żelewskim może być błędem. W tomie V błąd ten został potwierdzony, zaś Przemysław Pragert stwierdził, że herb Żelewski VI w istocie nigdy nie istniał.